# رخنمون

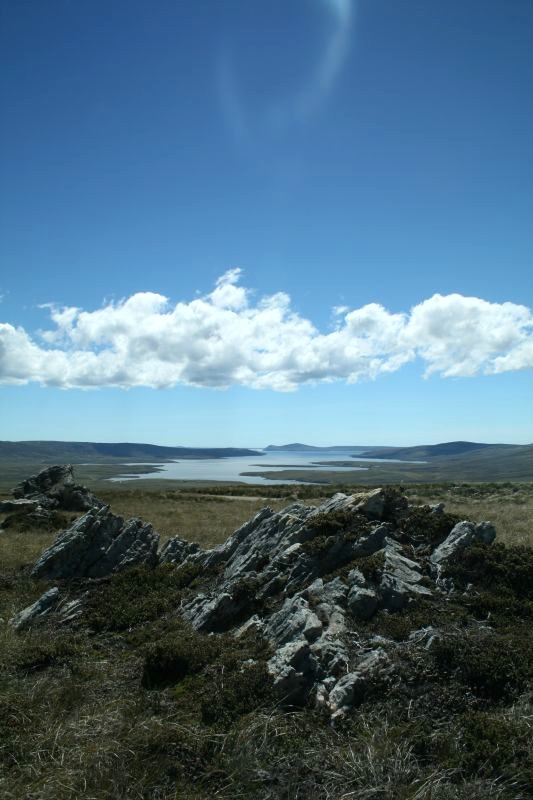

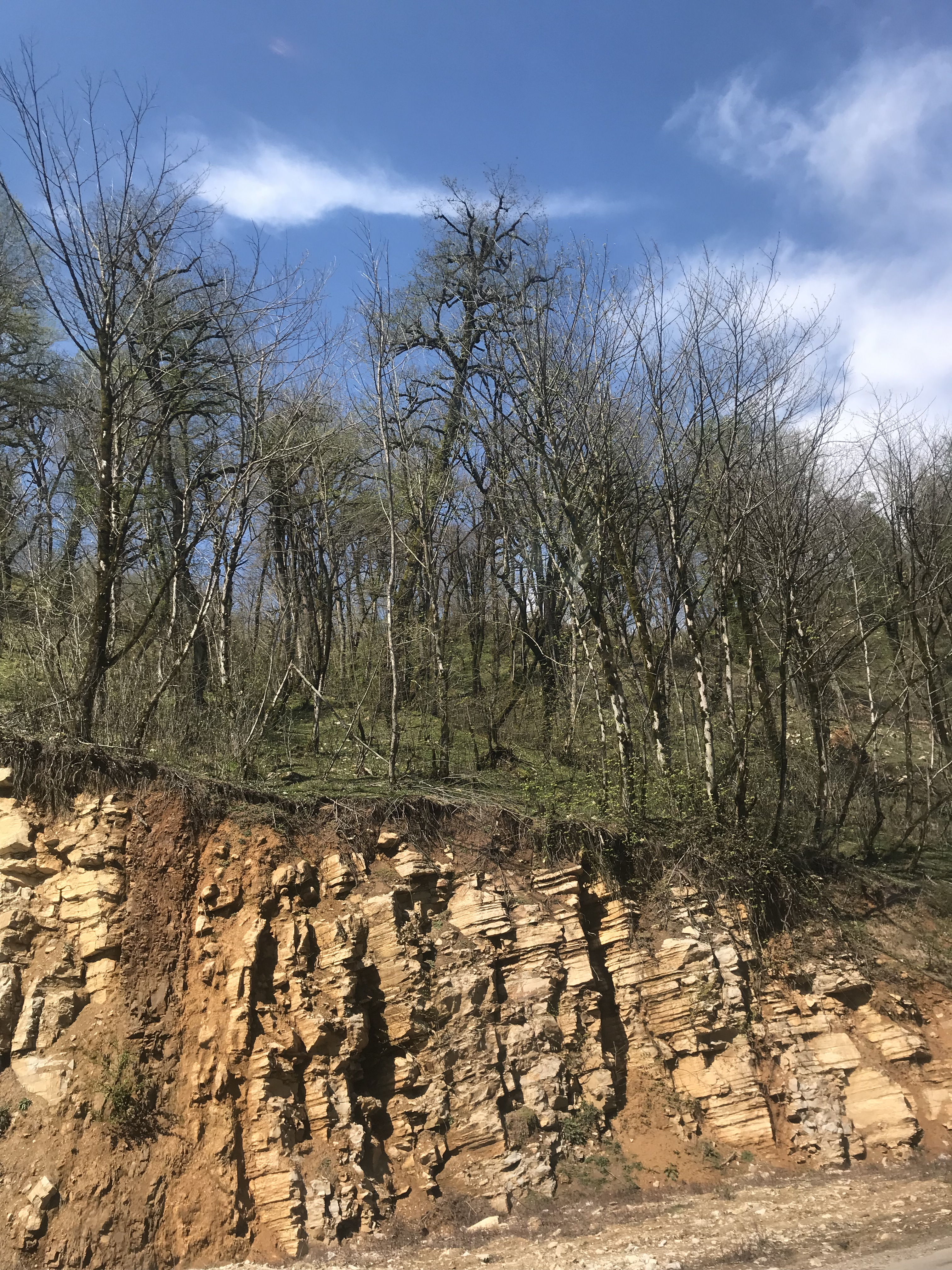

رُخنمون (به انگلیسی: exposure) یا برون‌زد (به انگلیسی: outcrop)، بخشی از سنگ بستر است که بر سطح زمین آشکار شده هر چند که در اکثر اوقات به وسیلهٔ خاک حاصل از فرسایش یا پوشش گیاهی پوشیده شده‌است. در واقع رخنمون اطلاعاتی از وضعیت لایه‌های زیر سطح زمین در اختیار زمین‌شناسان قرار می‌دهد. رخنمون با برون زد برابر هست و هر دو یک معنی دارند.